# Orędownik Naukowy
Orędownik Naukowy – tygodnik (potem dwutygodnik) historyczno-literacki, ukazujący się w Poznaniu w latach 1840-1846.
Czasopismo poświęcone było literaturze, historii, krytyce sztuk pięknych, a także opisywało bieżące nowiny literackie. Naczelnymi redaktorami byli Antoni Popliński i Józef Łukaszewicz. Projekt finansował z prywatnych środków Edward Raczyński, co wiązało pismo z obozem konserwatywnym (Hotel Lambert). Orędownik osiągał wysoki poziom literacki, do czego przyczynili się współpracujący z tytułem: Juliusz Słowacki, Wincenty Pol, Joachim Lelewel, Józef Ignacy Kraszewski, Hipolit Cegielski, Ewaryst Estkowski, Marceli Motty, Cyprian Kamil Norwid, Wacław Aleksander Maciejowski, Seweryn Goszczyński, Józef Bohdan Zaleski, Bronisław Ferdynand Trentowski, Stefan Witwicki i Michał Grabowski.